# 小島裕史
小島 裕史（こじま ひろし、1965年〈昭和40年〉1月24日 - ）は、日本の警察官僚。第23代内閣危機管理監。

## 来歴
大阪府出身。1988年（昭和63年）、東京大学法学部を卒業し、警察庁へ入庁。入庁後、主に警備部門に携わり、在ドイツ日本国大使館一等書記官、警察大学校国際捜査研修所国際捜査第一研修室長、警備局外事情報部外事課理事官、同外事情報部調査官、警察庁長官官房企画官、警視庁公安部公安総務課長、刑事局組織犯罪対策部国際組織犯罪対策官、内閣官房内閣参事官（内閣情報調査室）、警察庁長官官房参事官（特殊組織犯罪対策・右翼対策担当）、警察庁長官官房参事官（拉致問題対策担当）、石川県警察本部長、警備局外事情報部外事課長、警察庁長官官房人事課長、警察庁長官官房審議官（警備局担当）、警視庁警備部長などを歴任。印象に残っている職務について、小島は天皇の即位に際した諸儀式に係る警衛、警護、警備を全国の警察からの特別派遣を得て警視庁をあげて完遂したことを挙げている。
2020年（令和2年）8月24日、北海道警察本部長に就任。翌2021年（令和3年）8月30日まで務め、東京オリンピックのマラソン・競歩の警備を担った。
2021年（令和3年）9月21日、警察庁長官官房長に就任。
2022年（令和4年）10月6日、第98代警視総監に就任。在任中、G7広島サミットや天皇・皇后が出席した「警視庁創立150年記念式典」の警備指揮にあたった。2024年（令和6年）1月26日、退職。同年4月2日、内閣危機管理監に就任。